# Buçimas
Buçimas è una frazione del comune di Pogradec in Albania (prefettura di Coriza).
Fino alla riforma amministrativa del 2015 era comune autonomo, dopo la riforma è stato accorpato, insieme agli ex-comuni di Çërravë, Dardhas, Pogradec, Proptisht, Trebinjë, Velçan e Udenisht a costituire la municipalità di Pogradec.

## Località
Il comune era formato dall'insieme delle seguenti località:
- Bucimas
- Tushemisht
- Peshkepi
- Gurras
- Geshtenjas
- Remaj
- Verdove
- Bahcalle